# Umstülpbarer Würfel

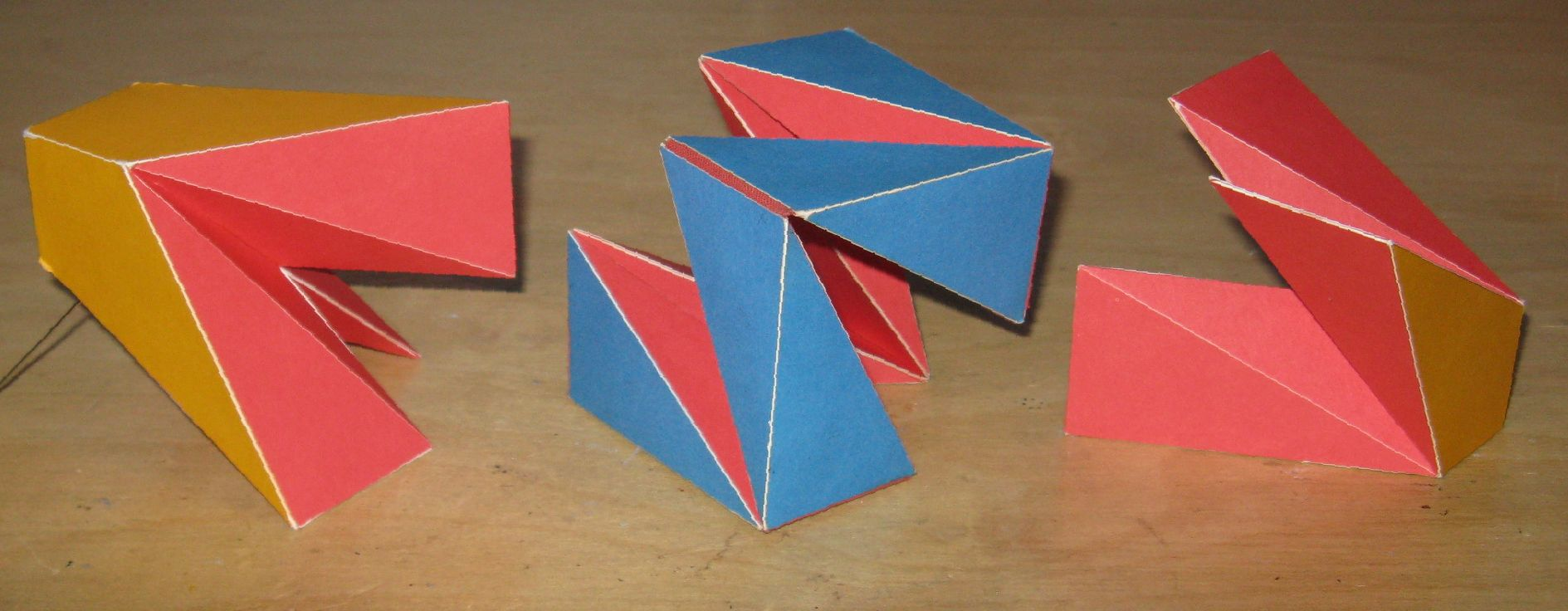
Zerlegung des Würfels in einen mittleren, umstülpbaren Teil ("Würfelkette") und zwei äußere Reste (identische "Riegelkörper")

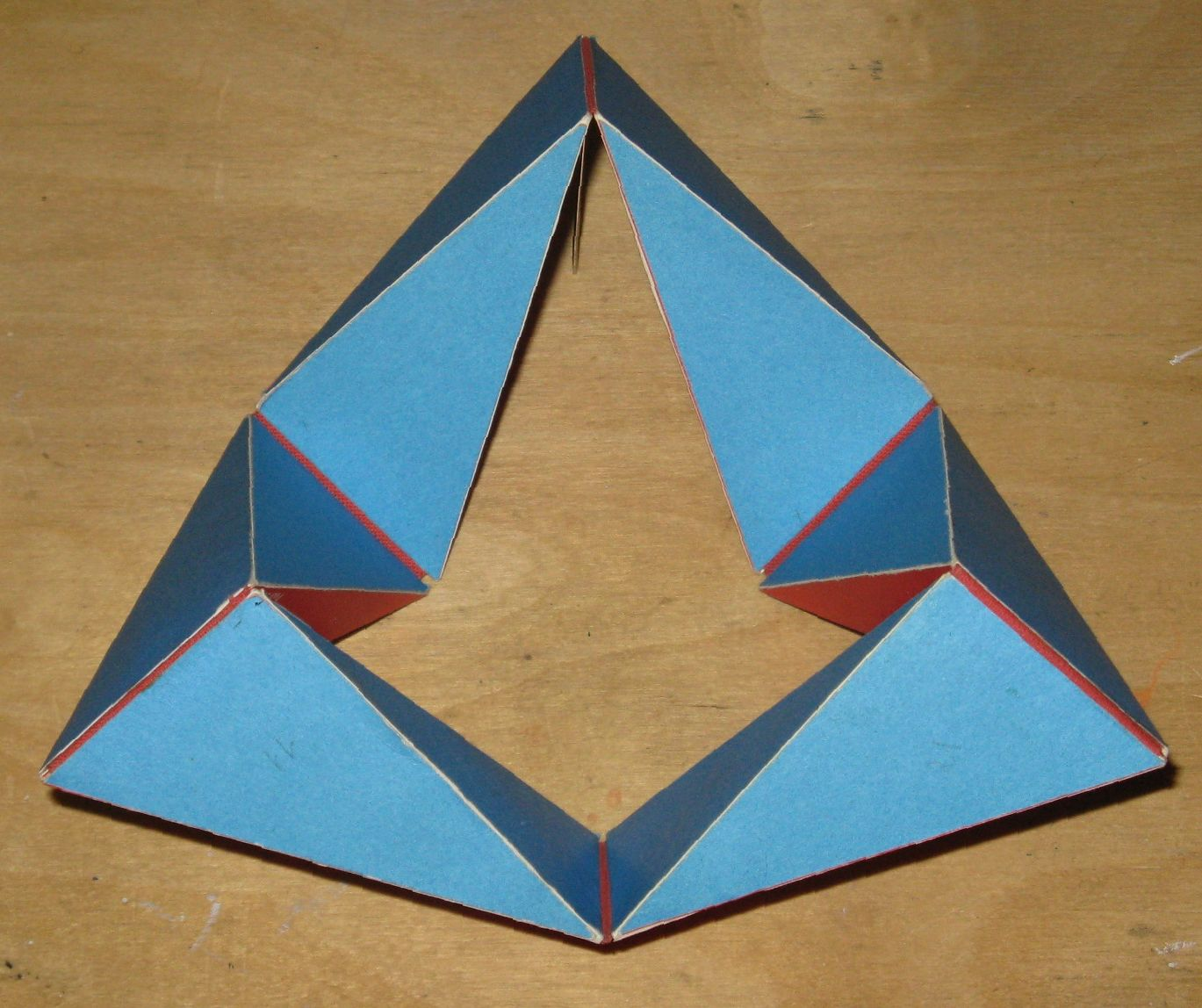
Umgestülpte Würfelkette:
Teile der Außenflächen des Würfels sind jetzt innen; der Hohlwürfel wird von sechs Kanten angedeutet (drei der sechs übrigen Kanten wären die Verlängerungen der drei sich außen befindenden Gelenke)

Der Umstülpbare Würfel(-gürtel) ist eine Erfindung von Paul Schatz, der  daraus eine Bewegungslehre, die er Inversionskinematik nannte, entwickelte.
Von einem Würfel lassen sich von zwei diagonalen Ecken aus je ein Drittel des Volumens derart entfernen, dass der dazwischen liegende, an Kanten gelenkig zu einer Kette verbundene Rest umstülpbar, das heißt von innen nach außen kehrbar ist. 
Die Kette besteht aus sechs gleichen ungleichförmigen Tetraedern. Ihre  gelenkigen Verbindungen befinden sich an ihren Stoßstellen, die sie im Würfel hatten. Die Ketten-Glieder lassen sich gemeinsam um sich selbst (jedes um die eigene Längsachse) drehen. Umstülpbarer Würfel heißt, dass es dabei eine Lage gibt, in der die Glieder wieder einen Würfel, jetzt einen Hohl-Würfel zum Teil umschließen.
Drei der Paare gegenüberliegender Eckpunkte des ursprünglichen Würfels befinden sich in je gegenüberliegenden Gelenken der Kette. Darin haben sie in jeder Lage den gleichen Abstand  wie im Würfel, nämlich die Länge seiner Raum-Diagonale. Schatz beobachtete den Weg, den eine solche Diagonale beim Umstülpen der Kette nimmt, und entdeckte dabei das Oloid. Fixiert man nämlich einen der sechs Tetraeder und beobachtet den Weg der ihm gegenüber liegenden Diagonale, so erkennt man, dass die von ihr überstrichene Fläche die Oberfläche (Regelfläche) eines geometrischen Körpers ist. Diesen Körper nannte Schatz Oloid.
Die Umstülpbewegung der Würfelkette in endloser, rhythmisch pulsierender Abfolge bezeichnete  Schatz als Inversionsbewegung und vermutete, damit eine ebenso originäre Bewegungsform wie die Translation und die Rotation gefunden zu haben. Schatz hielt alle platonischen Körper ebenfalls für umstülpbar. Lösungen für jedes der fünf Raummodelle wurden in den 1990er Jahren von verschiedenen Forschern veröffentlicht.
Schatz entwickelte eine Reihe von technischen Anwendungen, die alle auf dem umstülpbaren Würfel oder dem Oloid beruhen. Ein Beispiel ist ein Mischer aus drei Gliedern der Würfelkette. Ein solcher Mischer, bei dem zwei der drei Glieder angetrieben sind und das Mittelglied den Mischbehälter trägt, wurde schon zu Lebzeiten von Schatz produziert. Das bewegte Oloid wird zum Umwälzen und Umrühren von Flüssigkeiten benutzt.
Der Fernsehsender WDR nutzte eine Animation der Würfel-Kette als Sender-Logo in den 1970er-Jahren.
In dem Projekt SmartInversion hat die Firma Festo ein mit Helium gefülltes Flugobjekt geschaffen, welches sich im Sinne der Inversionskinematik fortbewegt.
Das Oloid ist ein beliebter Gegenstand für Künstler und zum Basteln und Spielen geworden.